# Enrico De Pedis
Enrico De Pedis (pronunciación en italiano: /enˈriːko de peˈdis/; 15 de mayo de 1954 - 2 de febrero de 1990) fue un mafioso italiano y uno de los jefes de la Banda della Magliana, una organización criminal italiana con sede en la ciudad de Roma, especialmente activa desde finales de los años setenta hasta principios de los noventa. Su apodo era «Renatino». A diferencia de otros miembros de su pandilla, De Pedis poseía un fuerte espíritu empresarial. Mientras otros miembros despilfarraban sus ganancias, él invertía sus ganancias ilícitas (en empresas constructoras, restaurantes, boutiques, etc).
Junto con muchos de los crímenes cometidos por su banda, De Pedis también ha sido vinculado a la desaparición de Emanuela Orlandi, cuyo caso se ha relacionado con el intento de asesinato del Papa Juan Pablo II. El 2 de febrero de 1990, De Pedis fue emboscado y asesinado por sus antiguos colegas en Via del Pellegrino, cerca de Campo de' Fiori. Fue enterrado en la basílica de Sant'Apollinare en Roma.
En 2009, la fiscalía de Roma investigó por qué De Pedis fue enterrado en la basílica propiedad del Vaticano. Según el antiguo miembro de la Banda della Magliana Antonio Mancini, hablando en 2011, se trataba de una recompensa a De Pedis por su papel a la hora de persuadir a otros miembros para que detuvieran las huelgas (incluido el secuestro de Orlandi) que la banda estaba realizando contra el Vaticano con el fin de forzar la restitución de grandes cantidades de dinero que habían prestado al Banco del Vaticano a través del Banco Ambrosiano de Roberto Calvi.
En mayo de 2012, la tumba fue abierta y se extrajeron los huesos como parte de la investigación sobre la desaparición de Orlandi. En junio de 2012, el cadáver de De Pedis finalmente fue retirado de la iglesia, incinerado y las cenizas disueltas en el mar.